# 卡伦河四号大坝
卡伦河四号大坝(波斯語：‎)，位于伊朗恰哈马哈勒－巴赫蒂亚里省沙赫尔库尔德市西南180公里处的卡伦河上，属于拱坝。其建造的目的是为了提供每年21.07亿千瓦时的发电量，同时调蓄卡伦河上游的洪水。

## 历史
大坝建造的设想于1995年提出，1997年正式开工对河道进行改造，2006年坝体开始进行混凝土浇筑，2010年11月首台发电机实现发电。2010年12月11日，第二台发电机并网发电，大坝最终将建成装机容量1,020瓦特（1,370,000匹馬力）。2011年7月6日，时任伊朗总统艾哈迈迪内贾德宣布大坝竣工

## 发电
卡伦河四号大坝为混凝土双曲拱坝，坝顶距坝基230米 ，大坝被设计在一个狭窄的河谷中，由于大坝的拱形设计，能够将水库的水压通过坝体传导，形成向下的力量，从而进一步增强坝基的承受能力。大坝蓄水形成的水库面积为29平方（11平方英里）库容2.19立方（1,780,000英畝·英尺） 。

## 目的
大坝的建设目标
- 平均年发电量达到21.07亿千瓦时。
- 与卡伦河上其他水坝形成水流阶梯，为河流下游地区工业用水和农业灌溉提供水源。
- 调蓄卡伦河洪水[2]。

## 花费
大坝的修建耗资8.6万亿里亚尔，资金来源于中央和地方财政以及银行借贷、债券和外国政府借贷。初步估计年均发电收入为1.353万亿里亚尔。